# Schloss Luftenberg

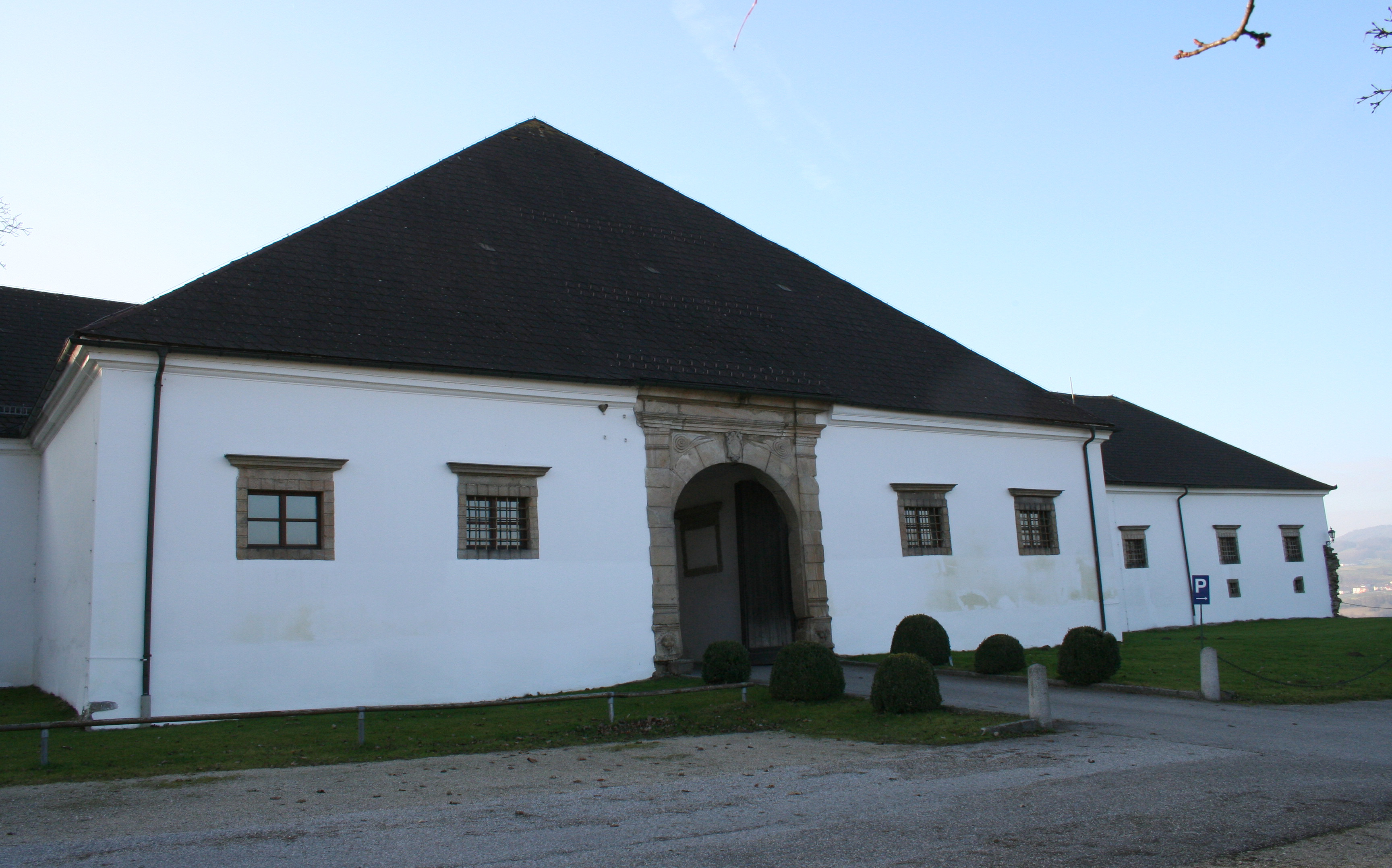
Schloss Luftenberg heute

Schloss Luftenberg ist der schlossartig ausgebaute Meierhof der Burg Luftenberg in der oberösterreichischen Marktgemeinde Luftenberg an der Donau.

## Geschichte
Während die alte Veste Burg Luftenberg ab Mitte des 17. Jahrhunderts dem Verfall preisgegeben war, wurde der dazugehörige Meierhof großzügig zu einem schlossartigen Gebäude (Neu-Luftenberg) ausgebaut.
Das Gebäude beherbergte um 1901 ein Trabergestüt, war in den Tagen nach dem Zweiten Weltkrieg Zufluchtsort für Menschen aus dem ehemaligen Konzentrationslager Gusen und gehört seit 1990 zu den Einrichtungen des Linzer Golf Clubs Luftenberg.

## Beschreibung
Schloss Luftenberg besteht aus zwei gegenüberliegenden, langgestreckten Flügeln, die in der Mitte durch einen Quertrakt verbunden sind. Auf dem verbindenden Mitteltrakt befindet sich ein Torbau mit einem aufgesetzten Türmchen mit Zwiebelhelm, das nach einem Brand abgetragen wurde.

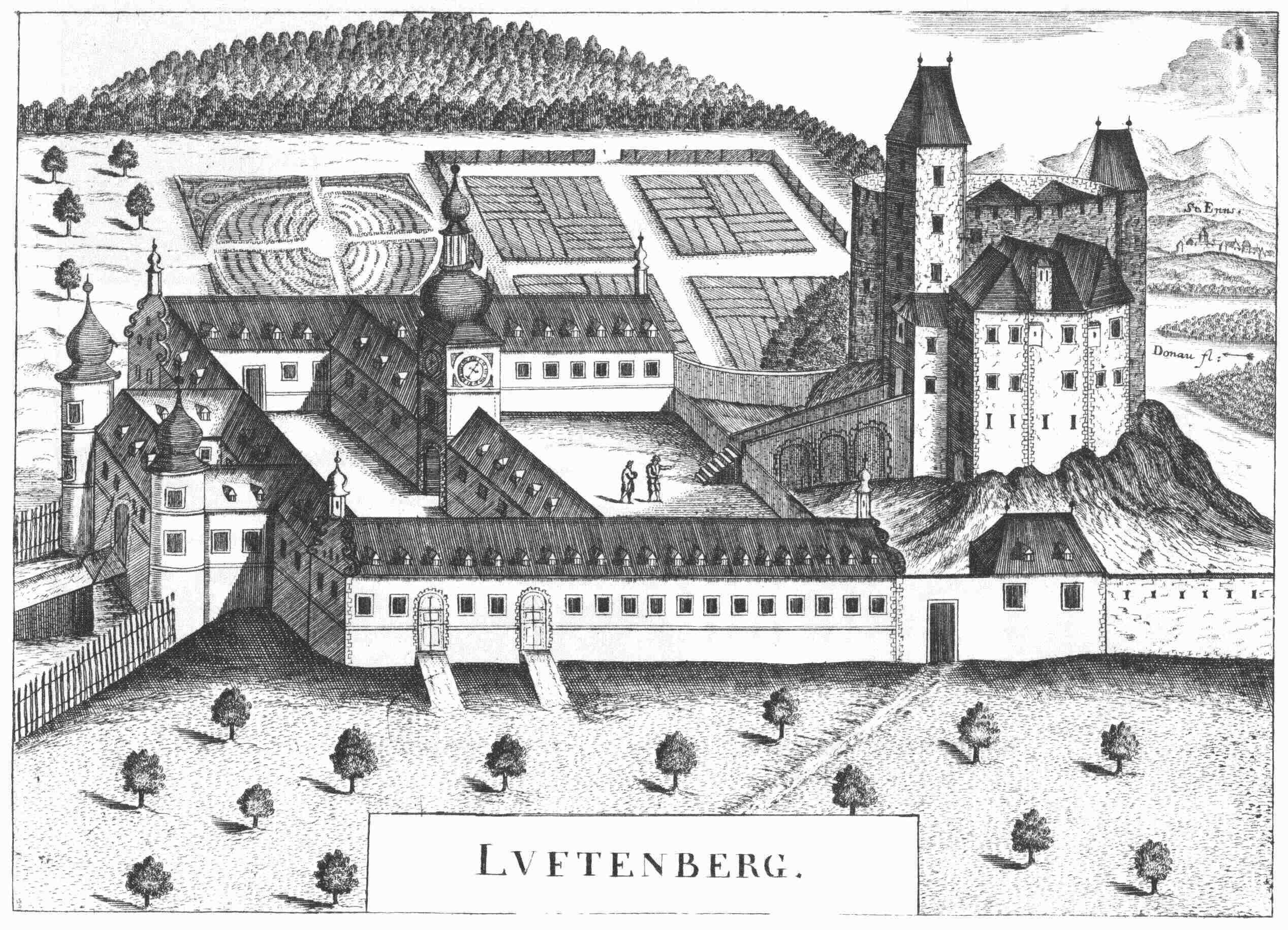
Schloss Luftenberg (links) und Burg Luftenberg (rechts) nach einem Stich von Georg Matthäus Vischer von 1674 Topographia Austriae superioris modernae

Der Mitteltrakt bildet zwei Höfe, die jeweils mit einer Mauer abgeschlossen sind. Das Tor in der Mauer des rückwärtigen Hofes stellte die direkte Verbindung zur Burg her. Die Frontmauer des vorderen Hofes besaß einen Torbau mit flankierenden Rundtürmen, die jedoch abgetragen wurden. Der davor angelegte Graben gegen das flache Vorgelände war über eine bewegliche Brücke passierbar.